# Domani han dato sole
Domani han dato sole è un EP del gruppo musicale italiano Zibba e Almalibre.

## Il disco
Il disco è uscito il 3 ottobre 2015 in formato digitale ed è stato registrato durante il Muoviti svelto tour.

## Tracce
1. Senza pensare all'estate (Live) - 4:00
2. Il giorno dei santi (Live) - 4:50
3. Farsi male (Live)  - 3:21
4. Una parte di te (Live) - 4:04
5. Nancy / Nella Notte Che Verrà (Live) - 2:57

## Formazione
- Zibba - voce, chitarra
- Andrea Balestrieri - batteria
- Stefano Cecchi - basso
- Stefano Riggi - sassofono, tastiere
- Caldero (Juan Carlos Calderin) - percussioni